# 2,2,3,3-四甲基丁二酸
2,2,3,3-四甲基丁二酸（或 2,2,3,3-tetramethylbutane-1,4-dioic acid），结构简式HOOC-C(CH3)2-C(CH3)2-COOH，是一种二羧酸，可看做丁二酸（琥珀酸）的衍生物。